# Jakov Fak
Jakov Fak (ur. 1 sierpnia 1987 w Rijece) – chorwacki biathlonista posiadający także obywatelstwo słoweńskie, od 2010 roku reprezentant Słowenii. Dwukrotny medalista olimpijski, pięciokrotny medalista mistrzostw świata.

## Kariera
Fak trenować biathlon zaczął w 2001 roku, jednocześnie stając się jedynym członkiem chorwackiej kadry biathlonowej. Wystąpił na pięciu mistrzostwach świata juniorów, najlepszy wynik osiągając podczas MŚJ w Ruhpolding w 2008 roku, gdzie był dziesiąty w sprincie.
W zawodach Pucharu Świata zadebiutował 8 grudnia 2006 roku w Hochfilzen, zajmując 107. miejsce w sprincie. Pierwsze punkty wywalczył blisko dwa lata później, 6 grudnia 2008 roku w Östersund, gdzie zajął 38. miejsce w tej samej konkurencji (od sezonu 2008/2009 pierwszych 40 zawodników zdobywa punkty PŚ). Na podium zawodów tego cyklu po raz pierwszy stanął 17 lutego 2009 roku w Pjongczangu, zajmując trzecie miejsce w biegu indywidualnym. W zawodach tych wyprzedzili go jedynie Ole Einar Bjørndalen z Norwegii oraz Niemiec Christoph Stephan. Pierwsze zwycięstwo odniósł 6 marca 2012 roku w Ruhpolding, wygrywając rywalizację w biegu indywidualnym. Najlepsze wyniki osiągnął w sezonie 2014/2015, kiedy zajął trzecie miejsce w klasyfikacji generalnej, za Francuzem Martinem Fourcade'em i Rosjaninem Antonem Szypulinem. W tym samym sezonie był też trzeci w klasyfikacjach biegu pościgowego i indywidualnego oraz drugi w biegu masowym. Ponadto w sezonie 2011/2012 był drugi w klasyfikacji biegu indywidualnego.
Na mistrzostwach świata w Pjongczangu w 2009 roku zdobył swój pierwszy medal, zajmując trzecie miejsce w biegu indywidualnym. Na rozgrywanych rok później igrzyskach olimpijskich w Vancouver wywalczył pierwszy medal olimpijski w biathlonie dla Chorwacji, kończąc sprint na trzeciej pozycji. Wyprzedzili go tam jedynie Francuz Vincent Jay i Norweg Emil Hegle Svendsen. Był tam też między innymi dziewiąty w biegu masowym. Był też chorążym reprezentacji Chorwacji podczas ceremonii otwarcia Zimowych Igrzysk Olimpijskich 2010.
Po zakończeniu sezonu olimpijskiego, 12 sierpnia 2010 roku postanowił zmienić obywatelstwo z chorwackiego na słoweńskie. Oto jego oficjalne oświadczenie:

Myślałem nad tym długo i zdecydowałem się kontynuować karierę wspólnie z moim słoweńskim trenerem, w przeciwnym razie musiałbym zaczynać samemu od początku. Nie była to łatwa decyzja, patrząc na to z punktu widzenia finansowego byłoby lepiej gdybym dalej startował jako Chorwat, ale dla mojej kariery najlepszym wyjściem są starty w barwach Słowenii. Chorwacja pozostaje oczywiście w moim sercu, jednak będę odtąd reprezentował Słowenię.

27 listopada 2010 r. został oficjalnie reprezentantem Słowenii.
W barwach Słowenii pierwsze medale wywalczył podczas mistrzostw świata w Ruhpolding w 2012 roku. Najpierw razem z Andreją Mali, Teją Gregorin i Klemenem Bauerem był drugi w sztafecie mieszanej. Parę dni później wywalczył złoty medal w biegu indywidualnym, wyprzedzając Francuza Simona Fourcade'a i Czecha Jaroslava Soukupa. Na rozgrywanych rok później mistrzostwach świata w Novym Měscie zajął trzecie miejsce w sprincie, plasując się za Emilem Hegle Svendsenem i Martinem Fourcade'em. Zajął też między innymi piąte miejsce w sztafecie mieszanej oraz szóste w biegu pościgowym.
Z igrzysk olimpijskich w Soczi w 2014 roku wrócił bez medalu. Najbliżej podium był w biegu masowym, który ukończył na czwartej pozycji. Walkę o trzecie miejsce przegrał tam z Czechem Ondřejem Moravecem o 14,3 sekundy. W czołowej dziesiątce uplasował się również w sztafecie, gdzie był szósty, oraz w sprincie, w którym był dziesiąty. Kolejny medal zdobył za to na mistrzostwach świata w Kontiolahti w 2015 roku, gdzie okazał się najlepszy w biegu masowym. Na podium wyprzedził tam Moraveca i Norwega Tarjei Bø.
Po tym jak nie stanął na podium na mistrzostwach świata w Oslo w 2016 roku oraz nieobecności podczas rozgrywanych rok później mistrzostw świata w Hochfilzen wywalczył medal w 2018 roku. Na odbywających się wtedy igrzyskach olimpijskich w Pjongczangu zajął drugie miejsce w biegu indywidualnym, rozdzielając Norwega Johannesa Bø i Austriaka Dominika Landertingera. Był też między innymi dziesiąty w biegu masowym.

## Osiągnięcia

### Igrzyska olimpijskie
| Rok  | Miejscowość | Konkurencje | Konkurencje | Konkurencje | Konkurencje | Konkurencje | Konkurencje | Konkurencje |
| Rok  | Miejscowość | IN          | SP          | PU          | MS          | RL          | MR          | SR          |
| ---- | ----------- | ----------- | ----------- | ----------- | ----------- | ----------- | ----------- | ----------- |
| 2010 | Vancouver   | 51.         | 3.          | 25.         | 9.          | –           | nd.         | nd.         |
| 2014 | Soczi       | 31.         | 10.         | 31.         | 4.          | 6.          | –           | nd.         |
| 2018 | Pjongczang  | 2.          | 23.         | 47.         | 10.         | –           | 14.         | nd.         |
| 2022 | Pekin       | 29.         | 26.         | 29.         | –           | 11.         | 20.         | nd.         |

### Mistrzostwa świata
| Rok  | Miejscowość | Konkurencje | Konkurencje | Konkurencje | Konkurencje | Konkurencje | Konkurencje | Konkurencje |
| Rok  | Miejscowość | IN          | SP          | PU          | MS          | RL          | MR          | SR          |
| ---- | ----------- | ----------- | ----------- | ----------- | ----------- | ----------- | ----------- | ----------- |
| 2007 | Anterselva  | 93.         | 78.         | –           | –           | –           | –           | nd.         |
| 2008 | Östersund   | dns.        | 69.         | –           | –           | –           | –           | nd.         |
| 2009 | Pjongczang  | 3.          | 14.         | 25.         | 19.         | –           | –           | nd.         |
| 2012 | Ruhpolding  | 1.          | 11.         | 8.          | –           | –           | 2.          | nd.         |
| 2013 | Nové Město  | 20.         | 3.          | 6.          | 19.         | 13.         | 5.          | nd.         |
| 2015 | Kontiolahti | 10.         | 14.         | 8.          | 1.          | 8.          | 15.         | nd.         |
| 2016 | Oslo        | 6.          | 39.         | 5.          | 7.          | –           | –           | nd.         |
| 2019 | Östersund   | 42.         | 17.         | 26.         | 14.         | 5.          | –           | –           |
| 2020 | Anterselva  | 4.          | 45.         | 21.         | 15.         | 5.          | –           | –           |
| 2021 | Pokljuka    | 21.         | 35.         | 35.         | 5.          | 8.          | 16.         | 13.         |
| 2023 | Oberhof     | –           | 63.         | –           | –           | 9.          | –           | 7.          |
| 2024 | Nové Město  | 9.          | 27.         | 24.         | 6.          | 11.         | 9.          | 18.         |
| 2025 | Lenzerheide | 6.          | 11.         | 6.          | 24.         | 13.         | 11.         | 6.          |

### Mistrzostwa świata juniorów
| Rok  | Miejscowość     | Konkurencje | Konkurencje | Konkurencje | Konkurencje | Konkurencje | Konkurencje | Konkurencje |
| Rok  | Miejscowość     | IN          | SP          | PU          | MS          | RL          | MR          | SR          |
| ---- | --------------- | ----------- | ----------- | ----------- | ----------- | ----------- | ----------- | ----------- |
| 2002 | Val Ridanna     | 72.         | 64.         | –           | nd.         | 17.         | nd.         | nd.         |
| 2003 | Kościelisko     | 38.         | 28.         | 32.         | nd.         | 18.         | nd.         | nd.         |
| 2004 | Haute Maurienne | 55.         | 50.         | DNS         | nd.         | 15.         | nd.         | nd.         |
| 2007 | Val Martello    | 93.         | 78.         | –           | nd.         | –           | nd.         | nd.         |
| 2008 | Ruhpolding      | 31.         | 10.         | 13.         | nd.         | –           | nd.         | nd.         |

### Puchar Świata

#### Miejsca w klasyfikacji generalnej
| Sezon     | Miejsce |
| --------- | ------- |
| 2006/2007 | -       |
| 2007/2008 | -       |
| 2008/2009 | 44.     |
| 2009/2010 | 38.     |
| 2010/2011 | 24.     |
| 2011/2012 | 17.     |
| 2012/2013 | 4.      |
| 2013/2014 | 12.     |
| 2014/2015 | 3.      |
| 2015/2016 | 34.     |
| 2017/2018 | 6.      |
| 2018/2019 | 26.     |
| 2019/2020 | 14.     |
| 2020/2021 | 11.     |
| 2021/2022 | 50.     |
| 2022/2023 | 19.     |
| 2023/2024 | 24.     |
| 2024/2025 | 10.     |

#### Zwycięstwa w zawodach PŚ
| Lp. | Dzień      | Rok  | Miejscowość          | Konkurencja                | Pudła   | Czas biegu | Przypisy |
| --- | ---------- | ---- | -------------------- | -------------------------- | ------- | ---------- | -------- |
| 1.  | 6 marca    | 2012 | Ruhpolding           | Bieg indywidualny na 20 km | 0+0+0+1 | 46:48,2    | MŚ       |
| 2.  | 8 grudnia  | 2012 | Hochfilzen           | Bieg pościgowy na 12,5 km  | 0+0+1+1 | 34:14,8    | –        |
| 3.  | 13 grudnia | 2012 | Pokljuka             | Sprint na 10 km            | 0+0     | 24:41,7    | –        |
| 4.  | 20 marca   | 2014 | Oslo                 | Sprint na 10 km            | 0+1     | 26:05,9    | –        |
| 5.  | 7 lutego   | 2015 | Nové Město na Moravě | Sprint na 10 km            | 0+0     | 24:09,9    | –        |
| 6.  | 8 lutego   | 2015 | Nové Město na Moravě | Bieg pościgowy na 12,5 km  | 0+0+0+1 | 37:24,8    | –        |
| 7.  | 15 marca   | 2015 | Kontiolahti          | Bieg masowy na 15 km       | 0+0+1+0 | 36:24,9    | MŚ       |
| 8.  | 22 marca   | 2015 | Chanty-Mansyjsk      | Bieg masowy na 15 km       | 0+0+0+0 | 38:09,8    | –        |
| 9.  | 13 marca   | 2025 | Pokljuka             | Bieg indywidualny na 20 km | 0+0+0+0 | 40:52,6    | –        |

#### Miejsca na podium w zawodach
| Lp. | Dzień       | Rok  | Miejscowość          | Konkurencja                | Lokata | Pudła   | Czas biegu | Strata   | Zwycięzca            |
| --- | ----------- | ---- | -------------------- | -------------------------- | ------ | ------- | ---------- | -------- | -------------------- |
| 1.  | 17 lutego   | 2009 | Pjongczang           | Bieg indywidualny na 20 km | 3.     | 0+0+0+1 | 52:45,1    | + 17,1   | Ole Einar Bjørndalen |
| 2.  | 14 lutego   | 2010 | Whistler             | Sprint na 10 km            | 3.     | 0+0     | 24:19,0    | +14,0    | Vincent Jay          |
| 3.  | 5 grudnia   | 2010 | Östersund            | Bieg pościgowy na 12,5 km  | 3.     | 1+2+0+0 | 36:48,4    | + 1:00,7 | Ole Einar Bjørndalen |
| 4.  | 6 marca     | 2012 | Ruhpolding           | Bieg indywidualny na 20 km | 1.     | 0+0+0+1 | 46:48,2    | –        | –                    |
| 5.  | 7 grudnia   | 2012 | Hochfilzen           | Sprint na 10 km            | 3.     | 0+1     | 25:44,8    | + 13,7   | Andreas Birnbacher   |
| 6.  | 8 grudnia   | 2012 | Hochfilzen           | Bieg pościgowy na 12,5 km  | 1.     | 0+0+1+1 | 34:14,8    | –        | –                    |
| 7.  | 13 grudnia  | 2012 | Pokljuka             | Sprint na 10 km            | 1.     | 0+0     | 24:41,7    | –        | –                    |
| 8.  | 16 grudnia  | 2012 | Pokljuka             | Bieg masowy na 15 km       | 2.     | 0+0+1+1 | 35:57,1    | + 17,7   | Andreas Birnbacher   |
| 9.  | 18 stycznia | 2013 | Rasen-Antholz        | Sprint na 10 km            | 3.     | 0+1     | 23:06,2    | + 20,4   | Anton Szypulin       |
| 10. | 19 stycznia | 2013 | Rasen-Antholz        | Bieg pościgowy na 12,5 km  | 2.     | 0+0+1+0 | 31:46,8    | + 22,6   | Anton Szypulin       |
| 11. | 9 lutego    | 2013 | Nové Město na Moravě | Sprint na 10 km            | 3.     | 0+0     | 23:36,3    | + 11,2   | Emil Hegle Svendsen  |
| 12. | 12 stycznia | 2014 | Ruhpolding           | Bieg pościgowy na 12,5 km  | 2.     | 0+0+0+0 | 32:56,2    | + 18,0   | Emil Hegle Svendsen  |
| 13. | 20 marca    | 2014 | Oslo                 | Sprint na 10 km            | 1.     | 0+1     | 26:05,9    | –        | –                    |
| 14. | 23 marca    | 2014 | Oslo                 | Bieg masowy na 15 km       | 3.     | 0+0+1+1 | 41:32,8    | + 32,9   | Martin Fourcade      |
| 15. | 6 grudnia   | 2014 | Östersund            | Sprint na 10 km            | 3.     | 0+0     | 25:15,3    | + 28,7   | Martin Fourcade      |
| 16. | 14 grudnia  | 2014 | Hochfilzen           | Bieg pościgowy na 12,5 km  | 3.     | 0+0+0+1 | 33:04,6    | + 10,9   | Martin Fourcade      |
| 17. | 22 stycznia | 2015 | Rasen-Antholz        | Sprint na 10 km            | 3.     | 0+1     | 23:38,9    | + 20,1   | Simon Schempp        |
| 18. | 7 lutego    | 2015 | Nové Město na Moravě | Sprint na 10 km            | 1.     | 0+0     | 24:09,9    | –        | –                    |
| 19. | 8 lutego    | 2015 | Nové Město na Moravě | Bieg pościgowy na 12,5 km  | 1.     | 0+0+0+1 | 37:24,8    | –        | –                    |
| 20. | 15 marca    | 2015 | Kontiolahti          | Bieg masowy na 15 km       | 1.     | 0+0+1+0 | 36:24,9    | –        | –                    |
| 21. | 22 marca    | 2015 | Chanty-Mansyjsk      | Bieg masowy na 15 km       | 1.     | 0+0+0+0 | 38:09,8    | –        | –                    |
| 22. | 3 grudnia   | 2017 | Östersund            | Bieg pościgowy na 12,5 km  | 2.     | 1+0+0+1 | 30:53,0    | + 40,8   | Martin Fourcade      |
| 23. | 8 grudnia   | 2017 | Hochfilzen           | Sprint na 10 km            | 3.     | 0+0     | 24:53,8    | + 35,4   | Johannes Thingnes Bø |
| 24. | 9 grudnia   | 2017 | Hochfilzen           | Bieg pościgowy na 12,5 km  | 2.     | 0+0+1+0 | 37:39,9    | + 58,8   | Johannes Thingnes Bø |
| 25. | 24 stycznia | 2021 | Rasen-Antholz        | Bieg masowy na 15 km       | 3.     | 0+0+1+0 | 35:44,3    | + 44,2   | Johannes Thingnes Bø |
| 26. | 11 stycznia | 2023 | Ruhpolding           | Bieg indywidualny na 20 km | 3.     | 0+0+0+0 | 48:48,4    | + 29,3   | Johannes Thingnes Bø |
| 27. | 13 marca    | 2025 | Pokljuka             | Bieg indywidualny na 20 km | 1.     | 0+0+0+0 | 40:52,6    | –        | –                    |